# تیفانی دوپونت
 تیفانی دوپونت (انگلیسی: Tiffany Dupont؛ زادهٔ ۲۲ مارس ۱۹۸۱) یک هنرپیشه اهل ایالات متحده آمریکا است، وی از سال ۲۰۰۲ میلادی تاکنون مشغول فعالیت بوده‌است.
از فیلم‌ها یا برنامه‌های تلویزیونی که وی در آنها ایفای نقش داشته است می‌توان به یک شب با پادشاه و دوجینش ارزان‌تر است اشاره کرد.